# Jakub Milewski
Jakub Milewski herbu Jastrzębiec (zm. 20 listopada 1586 w Krakowie) – ksiądz katolicki, kanonik gnieźnieński, dziekan łęczycki i łowicki, kanonik krakowski, biskup pomocniczy krakowski w latach 1578 – 1586.

## Życiorys
Syn Mikołaja Milewskiego herbu Jastrzębiec, właściciela Milewa w ziemi ciechanowskiej i Doroty Konarzewskiej. W 1550 został kanonikiem kapituły gnieźnieńskiej. Wykazywał się biegłością w sprawach finansowych. Był podskarbim prymasa Mikołaja Dierzgowskiego oraz wspomagał w sprawach finansowych kolejnych dwóch prymasów. Przy ich pomocy obejmował kolejne urzędy, dziekanię łęczycką i łowicką oraz kanonie włocławską i krakowską. Był pełnomocnikiem kapituły gnieźnieńskiej do zarządzania majątkami kapituły w powiecie wieluńskim. W 1572 zakończył działalność na rzecz kapituły gnieźnieńskiej intensyfikując swoją aktywność w diecezji krakowskiej. W wyniku zatargów z prymasem Uchańskim zrzekł się kanoni gnieźnieńskiej. W 1577 był prokuratorem w imieniu biskupa Piotra Myszkowskiego do objęcia przez niego biskupstwa krakowskiego. Myszkowski był przyjacielem Milewskiego z kapituły gnieźnieńskiej.
W 1578 biskup Myszkowski przedstawił stolicy apostolskiej kandydaturę Milewskiego na swojego biskupa pomocniczego. Nie została ona jednak przyjęta. Dopiero po interwencji Myszkowskiego u wpływowych kardynałów, 6 października 1578 papież Grzegorz XIII prekonizował go na biskupa pomocniczego krakowskiego ze stolicą tytularną Laodycei we Frygii. Już jako biskup był proboszczem w Wawrzeńczycach. W 1585 konsekrował kościół w Liszkach. Znany ze swojej aktywności w zakresie spraw finansowych brał udział w staraniach w kurii rzymskiej o uchylenie dla Polski dekretu trydenckiego o zakazie kumulacji beneficjów. Starania te zakończone zostały sukcesem.
Biskup Milewski zmarł w Krakowie 20 listopada 1586. Został pochowany w katedrze wawelskiej.